# Gunnar Håkansson
Erik Martin Gunnar Håkansson (ur. 23 lipca 1926 w Malmö, zm. 4 sierpnia 2009 tamże) – szwedzki zapaśnik, uczestnik Igrzysk Olimpijskich w 1952 w Helsinkach i Igrzysk Olimpijskich w 1956 w Melbourne. Zarówno w Helsinkach, jak i Melbourne wziął udział w turnieju zapasów w stylu klasycznym do 62 kg. Brązowy medalista mistrzostw świata w 1955 roku.

## Igrzyska Olimpijskie 1952
Håkansson wygrał 3:0 w pierwszej rundzie walkę z reprezentantem Rumunii Franciscem Horvathem, w dwóch kolejnych przegrywał z Imre Polyákiem reprezentującym Węgry oraz reprezentantem Austrii Bartlem Brötznerem.

## Igrzyska Olimpijskie 1956
Håkansson wygrał 3:0 w pierwszej rundzie walkę z reprezentantem Francji Rogerem Bielle, w drugiej przegrał przed czasem z Gruzinem Romanem Dżeneladze reprezentującym ZSRR, a następnie, mimo że wygrał z reprezentantem Turcji Müzahir Sillem, odpadł z turnieju plasując się na 5. pozycji.